# Gros-Chastang
Gros-Chastang – miejscowość i gmina we Francji, w regionie Nowa Akwitania, w departamencie Corrèze.
Według danych na rok 1990 gminę zamieszkiwało 177 osób, a gęstość zaludnienia wynosiła 13 osób/km² (wśród 747 gmin Limousin Gros-Chastang plasuje się na 451. miejscu pod względem liczby ludności, natomiast pod względem powierzchni na miejscu 482.).